# Оборона Навагинского форта
Оборона Навагинского форта (Навагинского укрепления) — происходила 27 сентября (9 октября) 1839 года во время Кавказской войны. Черкесами был в полной мере грамотно составлен план действий и использован фактор внезапности, однако отсутствовала слаженность в их действиях во время самого штурма. Русский гарнизон, фактически лишённый офицерского состава на первом же этапе боя, всё-таки сумел самоорганизоваться и отразить штурм, нанеся неприятелю значительный урон.

## Предпосылки
Форт у устья реки Сочи (Саше) был основан 13 апреля 1838 года в результате высадки в тот день десанта под началом генерал-майора А. М. Симборского. По донесению последнего, горцы оказали упорное сопротивление, но после 3-часового боя потерпели поражение. 10 июля русским отрядом под началом подполковника Г. Г. Радкевича была предпринята экспедиция, в результате которой были разорены и уничтожены 2 аула на реке Сочи, которые находились «у подножия противоположной покатости» гребня гор, с которых горцы производили обстрел русского лагеря. Владетель близлежащих аулов Аубла-Ахмет выслал к А. М. Симборскому «своего поверенного с просьбой пощадить аулы и сады».
Форт входил в состав Черноморской береговой линии. Целью его заложения было пресечение контрабанды. Изначально форт носил название — Александрия (или Александрийский), а 18 мая 1839 года был переименован в Навагинский.
По сообщению английского агента Дж. Белла, некогда посетившего Навагинский форт, его местоположение для штурмующих «предоставляло самые большие преимущества». В непосредственной близости форт окружали с одной стороны возвышенности, с двух других — густые леса. В этих условиях, по словам Дж. Белла, — «нападающие могли собраться в каких-то нескольких минутах от места начала атаки». Также, по его словам, «эти возвышенности позволяли к тому же наблюдать с достаточно близкого расстояния за тем, что происходило в форте, чтобы ознакомиться с внутренним устройством крепости».
В дальнейшем командир Отдельного Кавказского корпуса генерал от инфантерии Е. А. Головин в своём рапорте на имя военного министра генерала от кавалерии А. И. Чернышёва следующим образом оценивал штурм горцами Навагинского форта:
…план нападения горцев был соображён с искусством, основанным на знании сильных и слабых частей укрепления и способов обороны его, что заставляет предполагать в составлении его участие посторонних руководителей. Исполнение было учинено с решимостью и сметливостью, свойственным горцам, а потому оно и удалось до известной степени.

## Силы сторон
Гарнизон Навагинского форта на момент штурма состоял из 1-й роты линейного Черноморского № 6 батальона, команды Мингрельского егерского полка. Всего 8 обер-офицеров и 313 нижних чинов.
Общая численность горцев, принимавших участие в штурме, варьируется от 300 до 2000 человек. По словам пребывавшего в то время в Черкесии английского агента Дж. Белла, форт штурмовали около 300 воинов, собранных в долине реки Сочи. То же число приводил и пшадский дворянин Керзек-Мехмед. По данным начальника 1-го отделения Черноморской береговой линии контр-адмирала Л. М. Серебрякова форт атаковало 2 тыс. черкесов, из которых в укрепление удалось ворваться только 100 человекам.
Руководил ими Зеуз Хусейн-Оку Осман из Вардана, который по словам Дж. Белла, — являлся «одним из самых уважаемых людей, известных мне в этом крае».

## Штурм
Перед рассветом в 4½ часа (по сообщению Дж. Белла в полночь) горцы незаметно для часовых, пользуясь поднявшейся в то время на море бурей, «темнотой ночи и пересечённою местностью», с трёх сторон приблизились к гласису форта. Часть из них при помощи имевшихся у них более 30 лестниц, длинных крючьев, багров и «суковатых корчаг» перелезла через бруствер и внезапно ворвалась в укрепление.
Направлением штурма горцами были выбраны два наиболее слабых пункта: 1) — у ворот со стороны р. Соча и 2) — противоположном ему, со стороны Константиновского форта. Последний, несмотря значительную высоту вала и глубокий ров, мог отстреливаться только одним орудием против бастионного вала. Оба пункта находились на противоположных фасах, но на небольшом расстоянии друг от друга. Ворвавшись через них в укрепление, горцы планировали соединиться и, тем самым, — разделить гарнизон на две части, что, по мнению генерала от инфантерии Е. А. Головина, им и удалось сделать.
По сообщению Дж. Белла, около 50—60 «самых молодых черкесов без лестниц» взобрались на земляные крепостные стены со стороны моря так быстро и внезапно, что «лишь пятеро или шестеро были убиты или ранены». Вслед за тем, по его словам, горцы изрубили всех артиллеристов, «кои оказались у своих пушек». Однако, по определению Е. А. Головина, — это была ложная атака, с целью отвлечь внимание гарнизона от двух основных пунктов, в сторону которых направлялись основные удары.
В первую очередь горцы атаковали офицерский флигель и, по одной из версий, перебили всех находившихся в нём офицеров, включая воинского начальника. А. Ф. Рукевич со слов одного из очевидцев писал, что черкесы ворвались в укрепление так внезапно, что «захватили в одном из краевых зданий всех офицеров, грешным делом в ту ночь подвыпивших» и тут же их всех «перерезали», кроме одного, «который случайно не участвовал в общем кутеже». Последний, по его словам, криком разбудил солдат, схватил ружьё и «с попавшимися под руку людьми» устремился на горцев, «фехтуясь ружьём на право и налево». Солдаты в одном нижнем белье сбежались к месту боя и штыками отразили первый натиск. Дж. Белл передавал, что горцы изрубили всех офицеров, «решивших оказать сопротивление», кроме одного, который с остатками гарнизона укрылся в бараках и «криками призвал прекратить военные действия».
Согласно рапорту майора Посыпкина, двое часовых, заметив горцев на гласисе, произвели по выстрелу, после чего черкесы «с криком и пальбою» бросились на стены. Гарнизон поднялся по тревоге и кинулся к валам, однако, ещё не зная точного направления атаки на форт, разделился по всем фасам, ввиду чего не смог удержать штурмующих и последние ворвались в укрепление.
Между тем, согласно тому же рапорту, воинский начальник форта капитан Подгурский с резервом, собранным около бастиона у Сочинского форта, являвшимся самым слабо укреплённым пунктом, устремился против ворвавшихся со стороны ворот горцев. В том же направлении с другой стороны с группой бойцов устремился и поручик Яковлев. В схватке оба офицера погибли. Тем не менее, следовавшие за ними бойцы не остановились и близ гауптвахты «встретили столь дружно в штыки главную толпу черкесов, что мгновенно её опрокинули за вал».
Горцам удалось прорваться и со стороны Константиновского форта. Для отражения их атаки штаб-лекарем Тяжеловым и провиантским чиновником Татариновым, которые также взялись за ружья, пришлось поднять и всех до 80 находившихся в лазарете больных. После того как к ним на помощь подоспел главный резерв, неприятель «был и здесь опрокинут за крепостные стены».
Вытесненные из укрепления горцы, унося своих убитых и раненых, были окончательно отброшены от крепостных стен артиллерийским огнём.
Со слов пшадского узденя Керзек-Мехмеда, горцы приписывали свою неудачу тому, что в то время как передовая их часть ворвалась в форт, другая, следовавшая позади, устрашилась пушечных выстрелов и «бежала на дальнее расстояние, предоставив первых собственной участи».
То же подтверждает и Дж. Белл, сообщая, что в то время как одни ворвавшиеся в форт черкесы в ожидании «присоединения своих братьев» набросились на запасы продовольствия, другие кричали остававшимся за крепостными стенами соотечественникам, чтобы те «поспешили к ним на подкрепление». Некий Якуб, «один из тех, кому был обращён этот призыв», отвечал, что
«помощь невозможна», так как большинство из тех, кто оставался за стенами форта, было убито или ранено, и, поэтому, «необходимо покинуть укрепление». В целом, по словам Дж. Белла, взаимодействию тех горцев что ворвались в укрепление и тех, что оставались вне его стен воспрепятствовали «шум, плохая видимость и звуки боя внутри форта».
Подавляемая численным превосходством гарнизона та часть горцев, которая ворвалась в укрепление, «без дополнительной помощи» была вынуждена покинуть его. Тем временем, артиллеристы, выждав когда находившиеся за стенами форта горцы «заполнили ров», открыли по ним картечный огонь, «убив и ранив большинство их». По словам Дж. Белла
Эта внезапная смертоносная стрельба породила в остальных черкесах такой ужас, что они не решились продолжить штурм и попытались лишь унести тела своих друзей; а масштаб разгрома неизбежно возрос, когда те, кто овладел фортом, вынуждены были покинуть его, позволив тем самым гарнизону возобновить свой огонь из пушек.

## Потери
Потери гарнизона составили убитыми 2 офицера (воинский начальник капитан Подгурский и поручик Яковлев) и 4 нижних чина. Ранеными: 3 офицера — артиллерийский прапорщик Карпов (шашкой), хорунжий Теличенко (шашкой и пулей) и смотритель провиантского склада Татаринов (шашкой), а также 15 (или 13) нижних чинов.
По сообщению Дж. Белла, общие потери горцев при штурме форта составили 33 погибших и столько же раненых. По сообщению владетеля Абхазии генерал-майора князя М. Г. Шервашидзе побывавшего в форте после его штурма горцами, в нём оставалось более 20 тел погибших черкесов и один раненый. Также приехавший в него на четвёртый день после штурма прапорщик милиции Маргания пытался узнать у приезжавших в форт горцев за телами погибших — какие потери понесли черкесы при штурме укрепления, но так и не получил от них никаких сведений. В своём рапорте майор Посыпкин указывал, что в самом форте оставалось 17 убитых и 2 раненых черкеса. Кроме этого черкесы «имели большую потерю во рвах и на эспланаде, от беспрерывного действия артиллерии и ружейного огня в течение штурма, продолжавшегося более 2 часов, но увлекли тела с собой».